# 泰州 (后唐)
泰州，后唐、后晋、后汉、后周、辽朝时设置的州。
后唐天成三年（928年），升奉化军为泰州，治所清苑县（今河北保定市清苑区）。后唐灭亡後，泰州废除，地入莫州。割让给辽朝。辽朝再设泰州。后晋开运二年（945年）收复泰州，将满城县（今河北保定市满城区）划入泰州，泰州治满城县。次年，辽灭后晋，泰州再属辽。后汉乾祐元年（948年），后汉收复满城县，但是后汉的泰州治满城县，辽朝的泰州治清苑县。后周广顺二年（952年）废除泰州，满城县归易州。后周显德六年（959年），后周夺得辽朝泰州，清苑县归莫州。辽圣宗统和六年（988年）辽夺得满城县，再设泰州。统和十五年（997年），北宋收复满城县，辽朝废除泰州。